# Kraków Zabłocie
Kraków Zabłocie – przystanek kolejowy w Krakowie, w dzielnicy Podgórze, w jej niegdyś przemysłowej części Zabłocie. Otwarty został w 1979 roku. Na przystanku zatrzymują się tylko pociągi osobowe. Do przystanku można dotrzeć ulicami: Kącik (od strony Starego Podgórza) i Lipową (od strony Zabłocia).

## Ruch pasażerski
| Rok  | Wymiana pasażerska na dobę |
| ---- | -------------------------- |
| 2017 | 300-499                    |
| 2022 | 500-699                    |
| 2023 | 1 100                      |

16 września 2015 PKP Polskie Linie Kolejowe podpisały z konsorcjum firm Budimex i Ferrovial Agroman umowę na budowę łącznicy łączącej przystanek Kraków Zabłocie ze stacją Kraków Bonarka, która pozwoli pociągom z Krakowa Głównego na przejazd do Zakopanego, Oświęcimia i Skawiny z pominięciem stacji Kraków Płaszów, na której konieczna jest zmiana czoła pociągu. W ramach tej inwestycji przystanek ma zostać przebudowany. 23 września 2015 roku przystanek został zamknięty na czas pierwszego etapu prac przy budowie łącznicy, który został zakończony 7 grudnia 2017 roku.

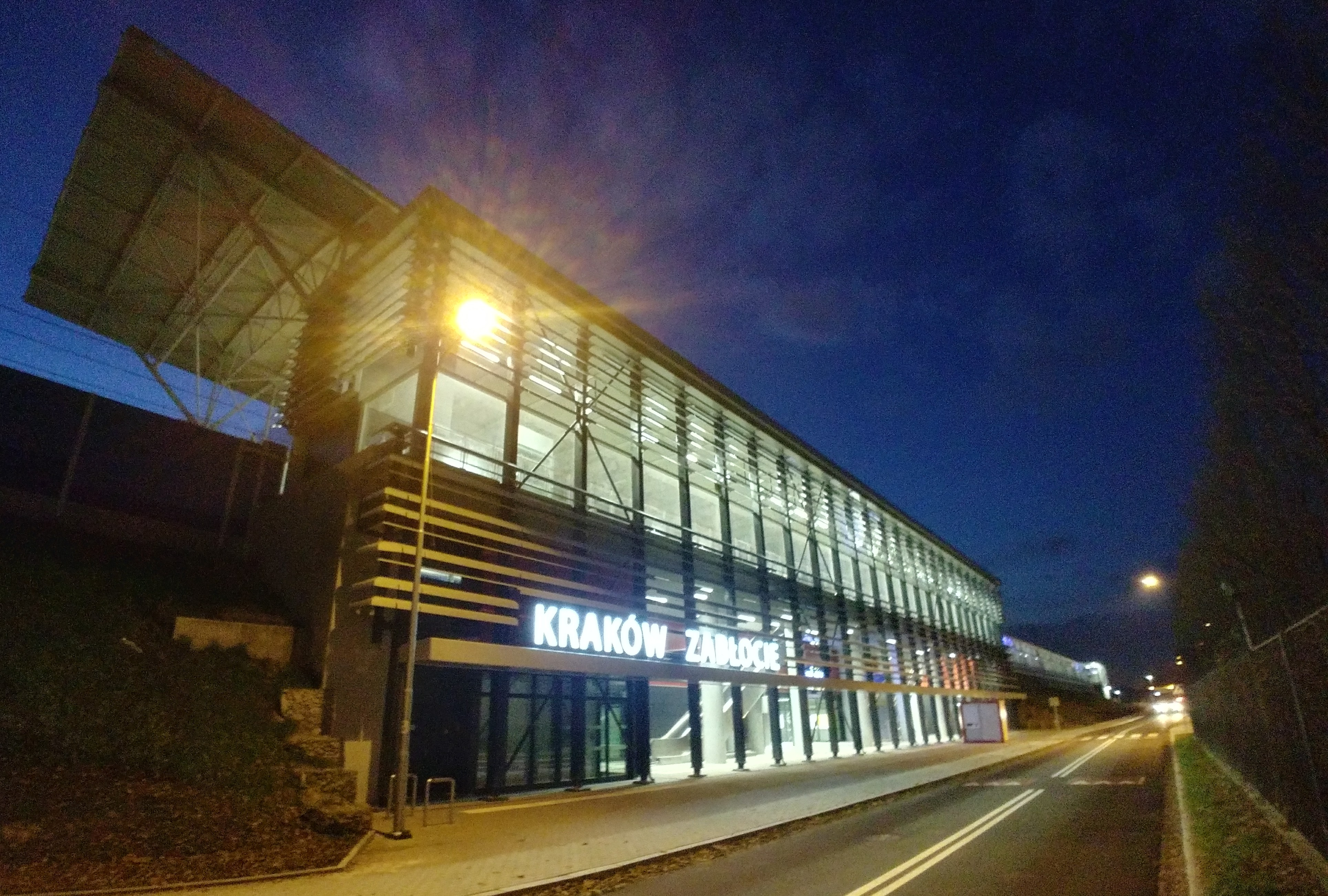
Widok ogólny przystanku po przebudowie
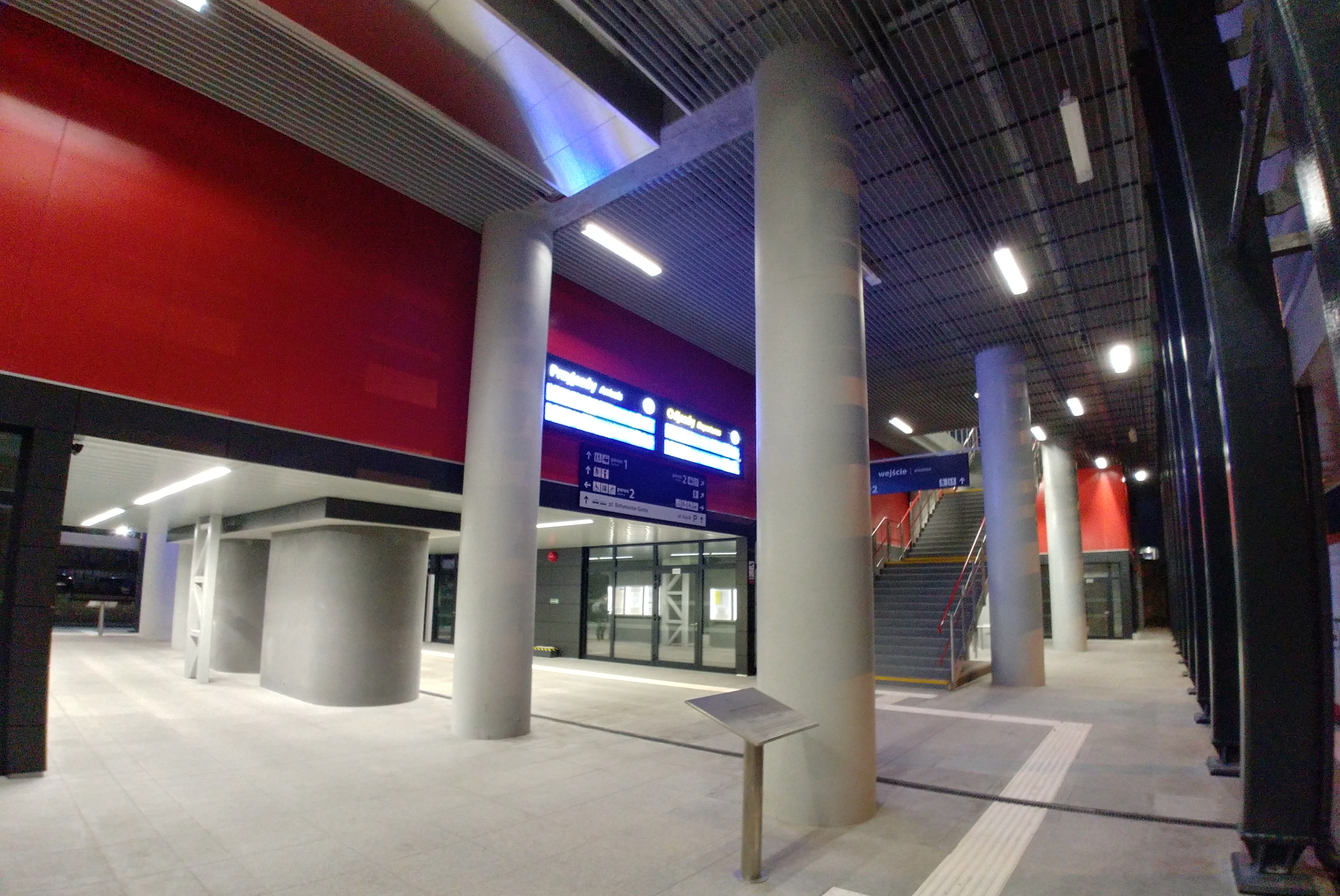
Przejście pod peronami
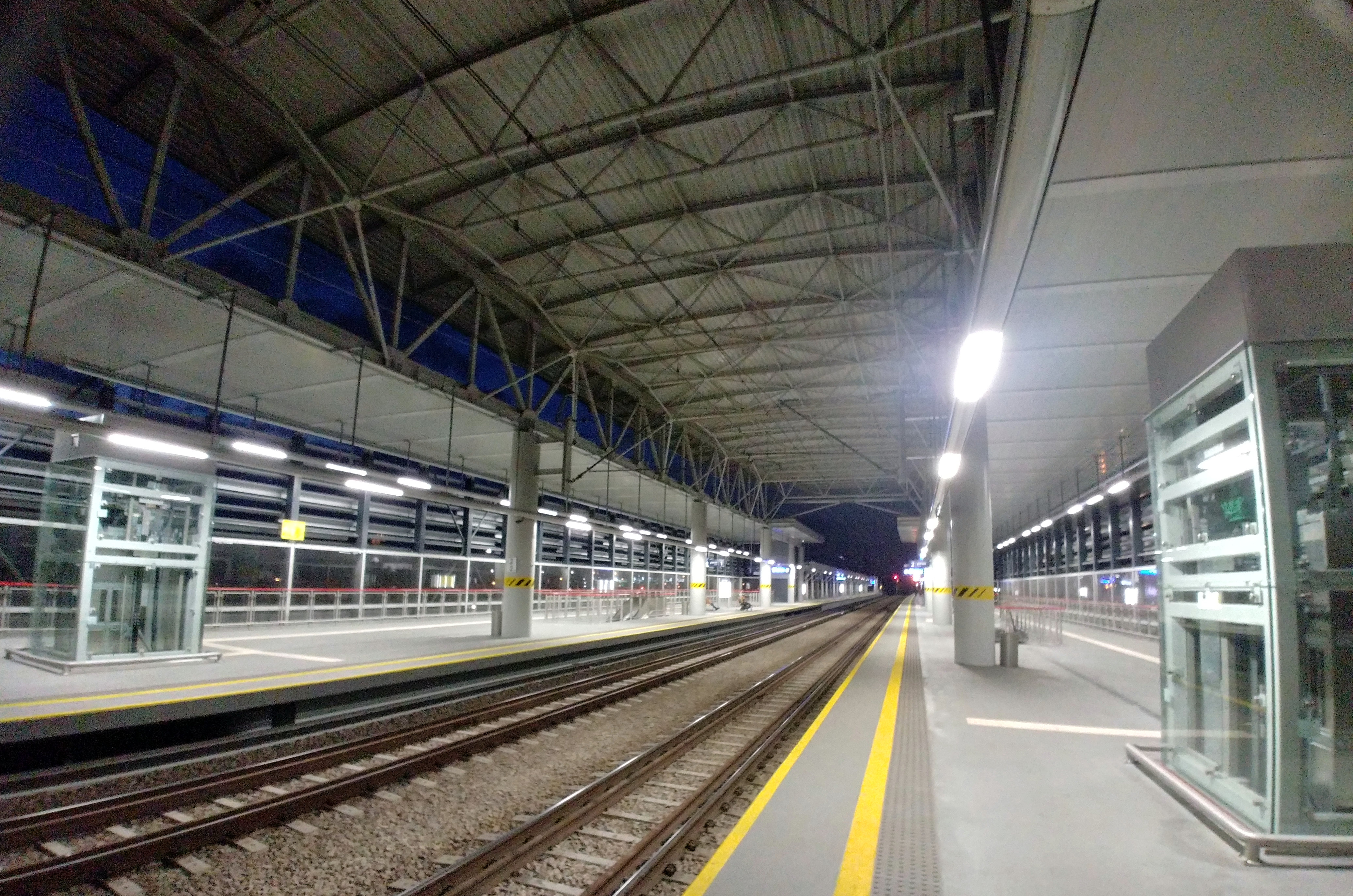
Widok z peronów w stronę Krakowa Głównego